# Choisy-le-Roi
Choisy-le-Roi là một xã trong vùng đô thị Paris, thuộc tỉnh Val-de-Marne, vùng hành chính Île-de-France của nước Pháp, có dân số là 34.336 người (thời điểm 1999).

## Các thành phố kết nghĩa
- Quận Đống Đa, Việt Nam
- Hennigsdorf, Brandeburg, Đức
- Lugo, Ý
- Târnova, România